# Время (театр)
Молодёжный народный театр драмы и комедии «Время» — театральный коллектив в Мелитополе, выступающий, в основном, на сцене дворца культуры им. Т. Г. Шевченко.
Театр возник в 1956 году. С 1969 по 1979 год театром руководила Лина Балясная. За это время коллектив театра значительно вырос, а в 1971 году получил звание народного. С 1984 года театром руководит Бориса Туменко. Под его руководством театр стал победителем нескольких всеукраинских, всесоюзных и международных конкурсов.
Театр «Время» даёт 2-3 премьеры в год. Многие спектакли он ставит совместно с другими театрами Мелитополя.

## История

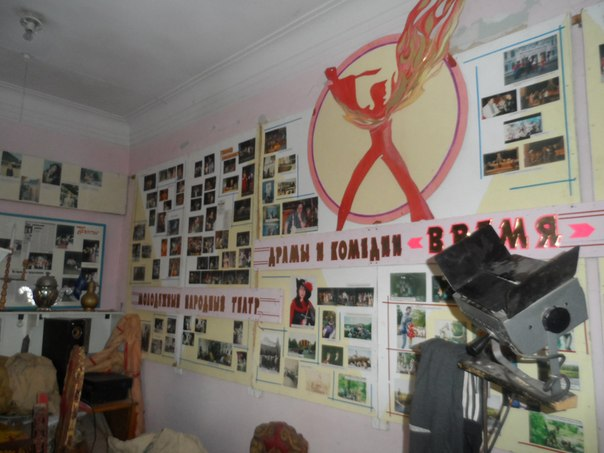

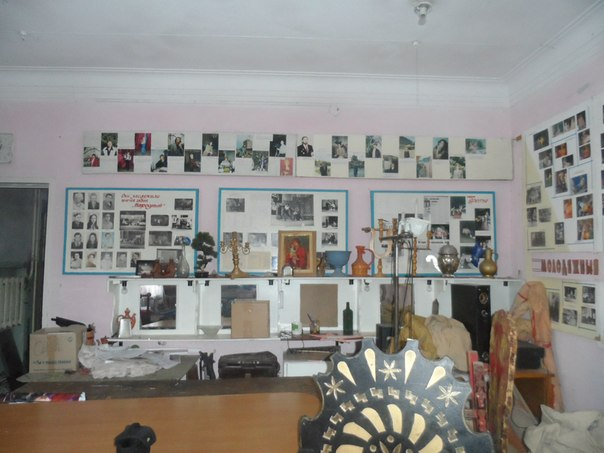
В архиве театра

Театр «Время» отсчитывает свою историю от 1956 года, когда художественный руководитель ДК Шевченко, бывший директор Симферопольского драматического театра Т. Висящий, поставил спектакль «Запорожец за Дунаем» по пьесе С. С. Гулака-Артемовского.

### Под руководством Лины Балясной
С 1969 по 1979 год театром руководила Лина Михайловна Балясная. Под её руководством акцент в работе театра был смещён на театральную подготовку начинающих актёров. При поддержке директора дворца культуры В. И. Крота театральный коллектив был значительно расширен. Основу репертуара составили пьесы на нравственную тематику.
Коллектив с самого начала берёт своё направление. И это направление сугубо нравственных, больших проблем... Что такое человек? Какая у него цель в жизни? Для чего он живёт? Очень серьёзно поднимались проблемы порядочности человеческой, добра, зла...Лина Балясная, режиссёр театра
Со временем спектакли приобрели также социально-политическую окраску. Во воспоминаниям режиссёра, самодеятельный статус театра позволял практически не зависеть от советской цензуры и ставить пьесы, которые снимались с репертуара профессиональных театров (как, например, «В дороге» В. С. Розова). Все спектакли этого периода были музыкальными. Всего за этот период было поставлено 15 пьес. Также театр регулярно принимал участие в подготовке различных концертов. В мае 1971 года за успехи в развитии самодеятельного театрального искусства коллективу было присвоено звание «Самодеятельный народный театр».

### Под руководством Бориса Туменко
С 1984 года театром руководит Борис Туменко. В середине 1980-х годов снова начался быстрый рост театрального коллектива. Количество постановок за сезон увеличилось с 1-2 до 4-6. В 1980-е годы театр трижды стал лауреатом Всесоюзного фестиваля самодеятельного творчества трудящихся.
В 2003 году театр «Время» стал дипломантом Международного фестиваля в городе Прилуки, показав спектакль по пьесе Г. Горина «Забыть Герострата». Также в 2003 году театр стал победителем областного смотра театрального искусства, а в 2004 году с пьесой «Назар Стодоля» Т. Г. Шевченко стал лауреатом II степени Всеукраинского фестиваля.

## Современность
Сейчас театр «Время» представляет 2-3 премьеры в год. Многие спектакли театр ставит совместно с другими театральными коллективами города — театром-студией МГПУ «Гаудеамус», народным театром-студией «Колесо», школьным театром «Балаганчик».
Театр организует проведение в Мелитополе ежегодных фестивалей «Театральная весна» и «Театральная осень».
Спектакли театра, как правило, проходят в зрительном зале ДК Шевченко.
Театр имеет большой репетиционный зал, гримировочную, реквизиторско-бутафорный цех, швейный цех и костюмерную.

## Репертуар

### До 1969
- 1956 — «Запорожец за Дунаем» С. С. Гулака-Артемовского. Режиссёр Т. Висящий[1]

### 1969—1979
Всего 15 спектаклей, поставленных под руководством Л. Балясной.
- «Лісова пісня»[укр.] (укр. «Лесная песня») Леси Украинки. Режиссёр Л. Балясная
- «В дороге» В. С. Розова. Режиссёр Л. Балясная[2]
- «Аргонавты». Режиссёр Л. Балясная
- «Забыть Герострата!» Г. Г. Горина. Режиссёр Л. Балясная. В ролях: Герострат — Ю. Николаев
- «А зори здесь тихие» Б. Л. Васильева. Режиссёр Л. Балясная
- «Затюканный апостол» А. Е. Макаёнка. Режиссёр Л. Балясная. В главной роли: И. Боярин
- «Валентин и Валентина» М. М. Рощина. Режиссёр Л. Балясная. В ролях: Валентин — В. Пружанский, Валентина — Н. Пружанская[2]

### 2000—2009
- Ок. 2003 — «Забыть Герострата!» Г. Г. Горина. Режиссёр Б. Туменко[3]
- 2004 — «Назар Стодоля» Т. Г. Шевченко. Режиссёр Б. Туменко[3]
- 2007 — «Мнимый больной» Ж.-Б. Мольера. Режиссёр Б. Туменко[6]
- 2008 — «Зона», по мотивам спектакля Э. С. Радзинского «Наш декамерон». Режиссёр Б. Туменко. В ролях: заключённые — Ю. Евлапова и О. Чунихина, начальница колонии — В. Евлапова, учительница — Е. Орехова[7]
- 2008 — «Маленькие трагедии» А. С. Пушкина. Режиссёр Б. Туменко. В ролях: дон Гуан — К. Кириленко, донья Лаура — Ю. Евланова и Е. Орехова, донья Анна — Л. Шишкова, герцог — Э. Муртазиев, Ляпарелло — А. Байдаков, дон Альбер — С. Пепельжи, Скупой рыцарь — А. Папазов[8]
- 2008 — «Цветок солнца, или Белая роза». Совместно с театром «Колесо». Режиссёр Б. Туменко[9]
- 2008 — «Морозко», по мотивам русской народной сказки. Совместно с театрами «Колесо» и «Гаудеамус». Режиссёр Б. Туменко. В ролях: Дед Мороз — Б. Туменко[10]
- 2009 — «Вечера на хуторе близ Диканьки» Н. В. Гоголя. Совместно с театрами «Колесо», «Гаудеамус» и «Балаганчик». Режиссёр Б. Туменко. В ролях: Николай Васильевич Гоголь — К. Попенко, Хивря — Е. Орехова, Черевик — А. Папазов, Параска — Ю. Опанасенко, Грицько — М. Ромашкан, кум Цыбуля — С. Пепельжи, кума Цыбуля — В. Евланова, Оксана — М. Бондаренко, Вакула — А. Байдаков, Пацюк — П. Макарян, Одарка — И. Краюха[11]
- 2009 — «Трибунал» А. Е. Макаёнка. Режиссёр Б. Туменко, художник А. Цыганова. В ролях: мать Полина — Н. Тарасова, староста Терешко — С. Пепельжи, дети Полины и Терешка — С. Пунько, Ю. Опанасенко, Э. Муртазиев и Д. Шунтов, солдатка Надя — О. Демидова и Ю. Евланова, начальник полиции — К. Кириленко, немец-комендант — Роман Кобзев и Константин Попенко, немецкий солдат — Вячеслав Дубина[12]

### После 2010
- 2010 — «Богдан Хмельницкий», по мотивам драмы А. Е. Корнейчука. Совместно с театром «Гаудеамус». Режиссёр Б. Туменко. В ролях: Богдан Хмельницкий — А. Попазов[13]
- 2011 — «Считаю до пяти!». Режиссёр Б. Туменко[14]
- 2012 — «Все мыши любят сыр», по мотивам «Ромео и Джульетты» У. Шекспира. Режиссёр Б. Туменко[15]
- 2013 — «Лукоморье», по пьесе В. Илюхова «Иван царевич, серый волк и другие». Совместно с театром «Колесо». Режиссёр Б. Туменко[16]
- 2013 — «Кошкин дом». Совместно с театром «Балаганчик». Режиссёр Б. Туменко. В ролях: ведущая — М. Дедер, кот-дворник — М. Ромашкан, свинка — А. Красникова и Д. Воробьёва, коза — Е. Федорович[17]
- 2013 — «Волшебная жемчужина Адельмины» С. Топелиуса. Совместно с театром «Балаганчик». Режиссёр Б. Туменко. В ролях: Адельмина — М. Дедер, король — М. Ромашкан, королева — Е. Федорович, Юлиус — Д. Шунтов[17]
- 2013 — «Всем летящим на северо-запад». Совместно с театрами «Колесо», «Гаудеамус» и «Балаганчик». Режиссёр Б. Туменко[18]
- 2014 — «Мороз Иванович», по мотивам русской народной сказки «Морозко». Режиссёр Б. Туменко[19]
- 2015 — «Танцую о любви»